# Dawit Gwaramadze
Dawit Gwaramadze (gruz. დავით გვარამაძე, ur. 8 listopada 1975 w Tbilisi) – gruziński piłkarz grający na pozycji bramkarza. W swojej karierze rozegrał 28 meczów w reprezentacji narodowej.

## Kariera piłkarska
Swoją karierę piłkarską Gwaramadze rozpoczął w klubie Dinamo Tbilisi. W sezonie 1991/1992 zadebiutował w jego barwach w pierwszej lidze gruzińskiej. Wraz z Dinamem czterokrotnie z rzędu wywalczył dublet (mistrzostwo oraz Puchar Gruzji w sezonach 1991/1992, 1992/1993, 1993/1994 i 1994/1995).
Wiosną 1995 Gwaramadze grał w klubie Kacheti Telawi, a latem 1995 przeszedł do klubu Iweria Chaszuri, w którym spędził rok. W sezonie 1996/1997 występował w Dinamie Batumi, a w sezonie 1997/1998 – w WIT Georgia Tbilisi.
W 1998 roku Gwaramadze został piłkarzem Skonto FC. Wywalczył z nim mistrzostwo Łotwy oraz zdobył Puchar Łotwy. Następnie w sezonie 1998/1999 grał w Dinamie Tbilisi, z którym został mistrzem kraju.
W 1999 roku Gwaramadze przeszedł do Ałaniji Władykaukaz. Grał w niej przez dwa lata. W 2001 roku wrócił do Gruzji i został piłkarzem Torpeda Kutaisi. W sezonie 2000/2001 sięgnął z nim po dublet, a w sezonie 2001/2002 po mistrzostwo kraju.
W trakcie sezonu 2001/2002 Gwaramadze wrócił do Dinama Tbilisi. W sezonie 2002/2003 wywalczył z nim mistrzostwo i Puchar Gruzji, a w sezonie 2003/2004 zdobył puchar. W 2004 roku przeszedł do Lokomotiwi Tbilisi. W sezonie 2004/2005 zdobył z nim puchar kraju, a w 2008 roku zakończył karierę.
| Sezon   | Klub                   | Kraj   | Rozgrywki     | Mecze | Gole |
| ------- | ---------------------- | ------ | ------------- | ----- | ---- |
| 1991/92 | Iberi Tbilisi          | Gruzja | Umaglesi Liga | 3     | 0    |
| 1992/93 | Dinamo Tbilisi         | Gruzja | Umaglesi Liga | 1     | 0    |
| 1993/94 | Dinamo Tbilisi         | Gruzja | Umaglesi Liga | 7     | 0    |
| 1994/95 | Dinamo Tbilisi         | Gruzja | Umaglesi Liga | 4     | 0    |
| 1994/95 | Kacheti Telawi         | Gruzja | Umaglesi Liga | 14    | 0    |
| 1995/96 | Iweria Chaszuri        | Gruzja | Umaglesi Liga | 30    | 0    |
| 1996/97 | Dinamo Batumi          | Gruzja | Umaglesi Liga | 6     | 0    |
| 1997/98 | WIT Georgia Tbilisi    | Gruzja | Umaglesi Liga | 11    | 0    |
| 1998    | Skonto FC              | Łotwa  | Virslīga      | 6     | 0    |
| 1998/99 | Dinamo Tbilisi         | Gruzja | Umaglesi Liga | 25    | 0    |
| 1999    | Krylja Sowietow Samara | Rosja  | Priemjer-Liga | 12    | 0    |
| 2000    | Krylja Sowietow Samara | Rosja  | Priemjer-Liga | 8     | 0    |
| 2000/01 | Torpedo Kutaisi        | Gruzja | Umaglesi Liga | 2     | 0    |
| 2001/02 | Torpedo Kutaisi        | Gruzja | Umaglesi Liga | 17    | 0    |
| 2001/02 | Dinamo Tbilisi         | Gruzja | Umaglesi Liga | 2     | 0    |
| 2002/03 | Dinamo Tbilisi         | Gruzja | Umaglesi Liga | 13    | 0    |
| 2003/04 | Dinamo Tbilisi         | Gruzja | Umaglesi Liga | 19    | 0    |
| 2004/05 | Lokomotiwi Tbilisi     | Gruzja | Umaglesi Liga | 18    | 0    |
| 2005/06 | Lokomotiwi Tbilisi     | Gruzja | Umaglesi Liga | 0     | 0    |
| 2006/07 | Lokomotiwi Tbilisi     | Gruzja | Umaglesi Liga | 24    | 0    |
| 2007/08 | Lokomotiwi Tbilisi     | Gruzja | Umaglesi Liga | 12    | 0    |

## Kariera reprezentacyjna
W reprezentacji Gruzji Gwaramadze zadebiutował 8 lutego 1998 roku w wygranym 3:0 meczu Rothmans Tournament 1998 z Albanią, rozegranym w Attard. W swojej karierze grał w eliminacjach do Euro 2000, do MŚ 2002 i do Euro 2004. Od 1998 do 2004 rozegrał w kadrze narodowej 28 meczów.

## Odznaczenia
- Order Honoru – 2024[1][2][3][4]